# 246 Carinae
246 Carinae (u Carinae) é uma estrela na direção da Carina. Possui uma ascensão reta de 10h 53m 29.57s e uma declinação de −58° 51′ 11.8″. Sua magnitude aparente é igual a 3.78. Considerando sua distância de 97 anos-luz em relação à Terra, sua magnitude absoluta é igual a 1.42. Pertence à classe espectral K0III-IV.... É uma estrela variável suspeita.